# 柴璐
柴璐（1977年3月26日—），陕西西安人，中国中央电视台新闻频道主持人，主持《国际时讯》、《午夜新闻》。曾主持中国中央电视台中文国际频道《海峡两岸》，曾担任《中国新闻》记者。

## 主要经历
- 1999年，从北京广播学院播音主持专业毕业，在《中国报道》担任实习记者。
- 2000年，进入《海峡两岸》，任编导、出镜记者。
- 2002年，《专家分析华航空难》节目获2002年度（第六届）中国彩虹奖。
- 2007年4月20日，主持《海峡两岸》。
- 2009年7月，被调至新闻频道主持《国际时讯》。

## 主持節目
- 《新闻直播间》
- 《新闻30分》
- 《海峡两岸》(CCTV4)
- 《中国新闻》(CCTV4)
- 《国际时讯》
- 《环球视线》
- 《东方时空》
- 《24小时》